# Giulio Malgara
Giulio Malgara (Milano, 28 ottobre 1938) è un imprenditore e dirigente d'azienda italiano, presidente della Utenti Pubblicità Associati dal 1984 al 2007, fondatore dell'Auditel (di cui è stato presidente dal 1984 al 2016) e presidente della Lega Basket dal 1992 al 1994,
Cavaliere del Lavoro dal 1990.
Nel 2002 riceve la Laurea ad Honorem in Economia dall’Università Cà Foscari di Venezia..

## Biografia
Figlio di un industriale risiero, a 18 anni va in Inghilterra a imparare l'inglese e trascorre i sabati nei supermercati (che ancora non esistono in Italia) osservando gli scaffali dei prodotti, studiando le esigenze dei consumatori e rimanendo colpito dalle scatolette di cibo per cani e gatti, ancora sconosciute in Italia. È assunto dalla Kiwi, un'azienda neozelandese con sede operativa a Londra e leader mondiale nei lucidi per scarpe, all'inizio degli anni sessanta apre la filiale italiana della Kiwi, nel 1968 costituisce la filiale italiana della Mars, la maggiore produttrice di cibi per cani e gatti. Due anni più tardi entra come dirigente alla Esselunga (avviata a Milano solo nel 1966), nel 1972 fonda la filiale italiana della Quaker Oats, il maggiore produttore americano di scatolette per cani e gatti. 
A metà degli anni settanta entra in joint venture (al 50%) la Chiari & Forti, un'impresa alimentare di Treviso che produce e distribuisce olio di semi con il marchio Topazio e un olio dietetico ricavato dai semi di mais con il marchio Cuore L'olio Topazio si trova coinvolto in uno scandalo sollevato dal pretore di Treviso e finito poi con un'assoluzione completa, la Chiari & Forti soffre comunque finanziariamente e la Quaker Oats aumenta progressivamente la sua partecipazione fino ad averne il controllo nel 1981. Malgara è nominato presidente e amministratore delegato oltre ad essere presidente della Quaker Europe. E comincia a utilizzare spot pubblicitari per lanciare una serie di prodotti di marca, dall'olio Cuore alle bevande Gatorade, dai gelati tedeschi Haagen Dasz ai salumi Negroni, dai cibi per cani e gatti Fido e Miao all'aceto balsamico Fini.

Giulio Malaga nel 1980.

Nel 1992 fonda insieme a Raul Gardini, da poco estromesso dai familiari dalla guida della Ferruzzi, un nuovo polo alimentare italiano di nome Garma, dalle iniziali dei due soci. Malgara ha il 16% (poi racconterà di essere stato aiutato finanziariamente dall'amico Silvio Berlusconi), Gardini l'84%. In poche settimane la Garma diventa leader in Italia nelle acque minerali con una quota di mercato del 24% acquisendo dalla Crippa & Berger e da Giuseppe Ciarrapico Levissima, Recoaro, Pejo, Fonti Tigullio e la distribuzione della Fiuggi. Rileva anche alcuni rami della Chiari & Forti con il marchio Olio Cuore e lo stabilimento di Silea. Nel 1993 Gardini si suicida e, di fronte alla spesa ingente, Malgara fa entrare nella Garma la famiglia Violati (già proprietaria della Ferrarelle), il Mediocredito Lombardo, varie società finanziarie. Nel 1996 Garma cambia nome, riprendendo quello storico di Chiari & Forti.
Sono effettuate una serie di acquisizioni, Malgara, che ha la fama di essere uno degli imprenditori più creativi d'Italia, s'inventa il cioccolato che si scalda da solo, ma anche l'indebitamento cresce. Nel 2001 i soci cedono tutti le loro quote e Malgara diventa azionista unico con debiti attorno ai 170 milioni di euro. Sono così dismessi vari beni tra cui l'Olio Cuore ceduto alla Bonomelli per 80 milioni. Alla fine del 2003 l'indebitamento è sceso a 19 milioni ma resta il problema del futuro dell'area di Silea dopo la decisione di chiudere l'azienda nel 2004. Malgara si offre di riqualificare l'area (9 ettari) con una cordata di imprenditori immobiliari e di trasformarla con un investimento di 250 milioni in una cittadella di stile medioevale, con alloggi, hotel, uffici. Ci sono dei problemi e nel 2006 Malgara cede per 25 milioni tutto il complesso sul Sile all'Acqua Pia Antica Marcia, società romana che fa capo a Francesco Bellavista Caltagirone, editore de Il Gazzettino di Venezia. 
Nel luglio 2005 il ministro dell'economia Domenico Siniscalco designa Malgara per l'incarico di presidente della RAI dopo la staffetta Lucia Annunziata-Francesco Alberoni. Romano Prodi, a nome dell'opposizione, si dichiara contrario. Una settimana dopo la designazione, il 12 luglio, Malgara rinuncia all'incarico. Nell'ottobre 2011 il ministro dei Beni culturali, Giancarlo Galan, propone il nome di Malgara alla presidenza della Fondazione La Biennale di Venezia in sostituzione di Paolo Baratta. La Commissione cultura della Camera boccia la proposta con una votazione di 22 a 22, un pareggio che alla Camera ha il significato di bocciatura. Pochi giorni più tardi Malgara rinuncia alla candidatura.